# Premier arrondissement électoral de l'Aisne (1821-1831)
Pour les articles homonymes, voir Premier arrondissement électoral de l'Aisne.
Le premier arrondissement électoral de l'Aisne est une ancienne circonscription législative de l'Aisne sous la Seconde Restauration et la monarchie de Juillet de 1821 à 1831.

## Description géographique et démographique
Le premier arrondissement électoral de l'Aisne regroupe une partie de l'arrondissement de Laon avec le chef-lieu d'arrondissement. Elle était l'une des 4 circonscriptions législatives du département de l'Aisne.
Le département dispose de six représentants pour la Chambre des députés des départements, d'après la loi du double vote du 29 juin 1820, dont deux sont élus par un collège départemental et quatre sont choisis par les collèges des arrondissements électoraux définis par la loi du 16 mai 1821,.
Étant basé sur un suffrage censitaire, un collège électoral se réunit pour élire le député de l'arrondissement. Selon la Charte constitutionnelle du 4 juin 1814, un cens de 300 francs est nécessaire pour être électeur et un cens de 1 000 francs est obligatoire pour être éligible. Ces dispositions ont été confirmées par la loi Lainé du 5 février 1817.
Créée par la loi du 16 mai 1821, elle regroupait les divisions administratives suivantes : le canton d'Anizy-le-Château, le canton de Craonne, le canton de Crécy-sur-Serre, une portion du canton de La Fère, le canton de Laon, le canton de Marle, le canton de Neufchâtel et le canton de Sissonne. La portion du canton de La Fère comporte quatorze communes : Andelain, Bertaucourt-Epourdon, Brie, Charmes, Courbes, Danizy, Deuillet, Fourdrain, Fressancourt, Monceau-lès-Leups, Rogécourt, Saint-Gobain, Servais et Versigny.
L'arrondissement électoral est supprimée par la loi du 19 avril 1831, qui redéfinit la loi électoral pour l'élection des députés et redécoupe les circonscriptions.

## Historique des députations
| Législature      | Début          | Fin             | Député                    | Parti / Idéologie | Parti / Idéologie | Observation                                                                 |
| ---------------- | -------------- | --------------- | ------------------------- | ----------------- | ----------------- | --------------------------------------------------------------------------- |
| IIIe législature | 23 mars 1824   | 5 novembre 1827 | Augustin Marie d'Aboville |                   | Droite            | Dissolution le 5 novembre 1827 par Charles X                                |
| IVe législature  | 5 février 1828 | 16 mai 1830     | M. Le Carlier d'Ardon     |                   | Minorité libérale | Ancien député (1815) Dissolution le 16 mai 1830 par Charles X               |
| Ve législature   | 23 juin 1830   | 2 août 1830     | M. Le Carlier d'Ardon     |                   | Minorité libérale | Ancien député (1815) Chute de la Seconde Restauration le 2 août 1830        |
| Ire législature  | 2 août 1830    | 31 mars 1831    | M. Le Carlier d'Ardon     |                   | Minorité libérale | Ancien député (1815) Proclamation de la monarchie de Juillet le 9 août 1830 |

## Historique des résultats

### Élections de 1824
Les élections législatives françaises de 1824 ont eu lieu le 27 février 1824.
| Candidat       | Candidat                         | Parti            | Premier tour | Premier tour |
| Candidat       | Candidat                         | Parti            | Voix         | %            |
| -------------- | -------------------------------- | ---------------- | ------------ | ------------ |
|                | Augustin Marie d'Aboville        | Ultra-royalistes | 153          | 54,26        |
|                | Charles Henri Le Carlier d'Ardon | Constitutionnels | 129          | 45,74        |
|                |                                  |                  |              |              |
| Exprimés       | Exprimés                         | Exprimés         | 282          | 97,24        |
| Blancs et nuls | Blancs et nuls                   | Blancs et nuls   | 8            | 2,76         |
| Total          | Total                            | Total            | 290          | 91,77        |
| Abstention     | Abstention                       | Abstention       | 26           | 8,23         |
| Inscrits       | Inscrits                         | Inscrits         | 316          | 100,00       |

### Élections de 1827
Les élections législatives françaises de 1827 ont eu lieu le 17 novembre 1827.
| Candidat         | Candidat                         | Parti            | Premier tour | Premier tour |
| Candidat         | Candidat                         | Parti            | Voix         | %            |
| ---------------- | -------------------------------- | ---------------- | ------------ | ------------ |
|                  | Charles Henri Le Carlier d'Ardon | Constitutionnels | 157          | 59,25        |
|                  | Augustin Marie d'Aboville*       | Ultra-royalistes | 108          | 40,75        |
|                  |                                  |                  |              |              |
| Exprimés         | Exprimés                         | Exprimés         | 265          | 96,01        |
| Blancs et nuls   | Blancs et nuls                   | Blancs et nuls   | 11           | 3,99         |
| Total            | Total                            | Total            | 276          | 92,93        |
| Abstention       | Abstention                       | Abstention       | 21           | 7,07         |
| Inscrits         | Inscrits                         | Inscrits         | 297          | 100,00       |
| * député sortant |                                  |                  |              |              |

### Élections de 1830
Les élections législatives françaises de 1830 ont eu lieu le 23 juin 1830.
| Candidat         | Candidat                          | Parti            | Premier tour | Premier tour |
| Candidat         | Candidat                          | Parti            | Voix         | %            |
| ---------------- | --------------------------------- | ---------------- | ------------ | ------------ |
|                  | Charles Henri Le Carlier d'Ardon* | Constitutionnels | 202          | 100,00       |
|                  |                                   |                  |              |              |
| Exprimés         | Exprimés                          | Exprimés         | 202          | 68,01        |
| Blancs et nuls   | Blancs et nuls                    | Blancs et nuls   | 95           | 31,99        |
| Total            | Total                             | Total            | 297          | 96,74        |
| Abstention       | Abstention                        | Abstention       | 10           | 3,26         |
| Inscrits         | Inscrits                          | Inscrits         | 307          | 100,00       |
| * député sortant |                                   |                  |              |              |